# Errol Kerr
Errol Kerr est un skieur acrobatique jamaïcain d'origine américaine, né le 12 avril 1986 à New York. Il a également pratiqué le ski alpin au haut niveau.

## Biographie
Il commence sa carrière de skieur alpin dans des compétitions de la FIS lors de la saison 2001-2002.
Lors des années suivantes, il participe régulièrement au circuit nord-américain.
À partir de 2008, il prend part à des épreuves de ski-cross, faisant ses débuts en Coupe du monde lors de l'étape des Contamines-Montjoie où il prend la 12e place.
En 2009, il est présent aux Championnats du monde d'Inawashiro, où il décroche la 10e place finale.
En février 2010, il est le porte-drapeau de la délégation jamaïcaine aux Jeux olympiques de Vancouver où il est éliminé en quarts de finale du ski-cross pour une 9e place finale.
Il termine sa carrière aux Championnats du monde 2011 où il signe une 28e place.